# Negreiros (comuna)
Negreiros fue una de las comunas que integró el antiguo departamento de Pisagua, en la provincia de Tarapacá.
En 1930, de acuerdo al censo de ese año, la comuna tenía una población de 3425 habitantes. Su territorio fue organizado por Decreto con Fuerza de Ley N.º 8.583 del 30 de diciembre de 1927, a partir del territorio de las Subdelegaciones 3.° Aroma y 2.° Santa Catalina (distritos 2.° y 3.°).

## Historia
La comuna fue creada por Decreto con Fuerza de Ley N.º 8.583 del 30 de diciembre de 1927, con el territorio de las Subdelegaciones 3.° Aroma y 2.° Santa Catalina (distritos 2.° y 3.°).
La comuna de Negreiros es suprimida mediante la ley N.º 17.325 del 8 de septiembre de 1970.